# Жан Пјер Папен
Жан Пјер Папен (фр. Jean-Pierre Papin; Булоњ на Мору, 5. новембар 1963) некадашњи је француски фудбалер. Освајач је награде Европски фудбалер године за 1991.
Навеће успехе је постигао док је играо за Олимпик из Марсеља од 1986. до 1992. Касније је играо за: ФК Милан, Бајерн Минхен, ФК Бордо и ФК Генгам. Док је у Француској био изузетно ефикасан стрелац, то није успео да понови на међународној сцени, где се често борио са повредама.
Од 1999. до 2004. играо је за нижеразредне француске клубове. После тога радио је као фудбалски менаџер ФК Стразбура и ФК Ленса. Од 2009. поново је почео да игра, овај пут за аматерски клуб АС Фактур-Бигано Боиен.
За репрезентацију Француске наступио је 54 пута и постигао 30 голова.

## Успеси
- Лига шампиона 1994. (ФК Милан)
- Куп УЕФА 1996. (ФК Бордо)
- Првенство Француске 1989, 1990, 1991, 1992.
- Куп Француске 1989.
- Првенство Италије 1993, 1994.
- Италијански супер куп 1992.
- Куп Белгије 1986.
- Кирин куп 1994.
- Најбољи стрелац француског првенства: 1988, 1989, 1990, 1991, 1992.
- Играч године у Француској: 1989, 1991.
- Златна лопта: 1991.

Пеле га је 2004. сврстао у свој избор од 125 најбољих живих фудбалера.